# 허세욱 (시민운동가)
허세욱(許世旭, 1953년 5월 9일 ~ 2007년 4월 15일)은 대한민국의 택시 운전사·시민사회운동가·노동운동가이다. 2000년 민주노동당에 입당하여 2007년에는 민주노동당 서울시당 대의원을 지냈다.
시민단체 활동으로는 평화와 통일을 여는 사람들 등의 단체에서 활동하였고, 2007년 4월 1일 신자유주의와 한미FTA에 반대하여 협상장인 서울 하얏트 호텔 정문 부근에서 분신, 패혈증 증세를 보여 서울 성심병원에 입원하였으나 숨졌다.

## 생애

### 생애 초기
1953년 경기도 안성에서 9남매중 5번째로 태어났다. 그 뒤 중학교 때 가출, 서울에서 막걸리, 꽃, 박카스 등의 배달일을 하였다. 1991년에 택시회사인 한독운수에 입사하였다. 1994년 봉천동에 거주하고 있던 허세욱은 강제철거에 맞서 철거투쟁에 참여하면서 사회운동에 눈을 뜨기 시작했다.

### 시민운동, 노동 운동
1995년에 관악주민연대에 가입했고 1998년에 참여연대에 가입했으며 2000년에 민주노동당에 입당했다. 2003년 한독운수 노조 대의원 겸 통일부장에 선출되었고, 2004년 시민사회단체 평화와 통일을 여는 사람들 에 가입하였다. 2007년에는 민주노동당 서울특별시지구당 대의원, 민주택시연맹 한독분회 대의원으로 선출되었다.
그는 넉넉잖은 형편에도 불구하고 가입한 단체의 회비를 꼬박꼬박 냈으며 대통령 탄핵반대 촛불집회, 미군 장갑차 여중생 압사 사건 희생자 추모집회 등에 참가하는 등 현장활동에 적극적이었다. 기타 시민단체인 평화와 통일을 여는 사람들(평통사)에도 가입하여 활동하기도 했다. 또한 자신의 월급을 헐어 소년·소녀 가장 등 어려운 사람들을 돕기도 하는 등 주변 사람들을 잘 챙겨주는 사람이라 평가받기도 하였다.
한편 당시 청와대 시민사회비서관 정태인의 강의에 감명받아 그의 강의를 두 번이나 듣고 강의를 마친 그를 공짜로 택시 태워주기도 했다고 한다.

### 한미 FTA 협정
한미 FTA반대운동에 적극 참여하던 허세욱은 결국 협상이 타결 직전에 이르러 가자 2007년 4월 1일 협상장인 서울 하얏트 호텔 정문 부근에서 분신하였다. 그는 의식이 혼미한 상태로 실려 가면서까지 한미FTA 중단과 노무현 정권 퇴진을 요구하였다. 그는 응급차에 실려가기까지 "한미 FTA 폐기하라!"라고 외쳤으며 이 때문에 기도화상이 더욱 심해졌다.
허씨가 가입해 있던 민주노총, 민주노동당, 참여연대, 평화와 통일을 여는 사람들 등 4개 단체는 3일 ‘허세욱씨 분신대책 특별위원회’를 결성하고 본격적인 모금운동에 들어갔다. 그러나 그는 사망하면서 모두가 비정규직이니 모금성금은 하지 말아달라는 유언을 남기기도 했다.
그러나 생존률이 30%로 소생가능성이 희박해지자 가족들은 수술을 포기하였고 정종권 민주노동당 서울시당 위원장 등의 서명으로 피부이식수술을 받게 되었다. 서울 한강성심병원에서 치료를 받던 허세욱은 2007년 4월 15일 오전 11시 23분 화상 후유증 및 패혈증으로 병원에서 숨졌다.

### 최후
4월 3일 민주노동당은 지역위원회별로 모금운동을 시작했다고 언론에 밝혔고, 4월 4일 참여연대 등도 '병원비가 많이 나올 텐데 조금이라도 힘이 되어주자'며 성금 모금 활동이 있었다. 참여연대 게시판 등에는 많은 네티즌들의 격려와 후원이 있었다. 생존률이 30%로 소생가능성이 희박해지자 가족들은 수술을 포기하였고 정종권 민주노동당 서울시당 위원장 등의 서명으로 피부이식수술을 받게 되었다. 그러나 병원비는 지불되지 않았고, 서울 한강성심병원에서 치료를 받던 허세욱은 2007년 4월 15일 오전 11시 23분 화상 후유증 및 패혈증으로 병원에서 숨졌다. 그러나 사망하면서 모두가 비정규직이니 모금성금은 하지 말아달라는 유언을 남기기도 했다.
가족들은 허세욱이 입원 당시 정치단체의 개입을 피하려 하였으나 민주노총은 입원에 개입하였다. 그러나 입원기간 중 민주노총은 병원비를 지불하겠다고 한강성심병원측에 약속하였으나 즉시 지불하지 않았다. 4월 15일 고인의 시신이 당시 구성돼 있던 곳에 허세욱분신대책특별위원회가 구성되었다. 그러나 시신은 대책위가 아닌 유족들에게 넘겨졌다.
고인이 활동하였던 단체에서는 '허세욱씨 분신대책 특별위원회'를 결성해 모금운동을 하는 등의 활동을 하였으나 유족은 대책위원회와 대화를 거부하며 시신을 통보없이 경기도 안성시 성요셉병원으로 옮겼다.
유족들은 ´가족장을 치르겠다´고 고집했고, 유해는 시민사회단체와 동료들의 반대에도 불구하고 병원 측으로부터 시신을 인도받은 뒤 유족들에 의해 성남영생관리소(성남화장장)에서 가족장으로 화장되었다. 무연고자 등의 유골과 함께 뒤섞여 합사되었다. 그 뒤 민주노총 등은 고인의 유품을 가지고 4월 18일 장례식을 거행하여 경기도 남양주시 소재 모란공원에 가묘를 설치, 유해가 없는 묘지를 만들었다. 평소에 허세욱으로부터 입당권유를 받은 데다가 FTA사건의 영향력으로 2007년 8월 경제학자이자 참여정부의 시민사회비서관 정태인은 노무현의 곁을 떠났고 그의 30년 친구인 유시민 등과도 결별을 선언하기도 했다.

### 사후
유해는 시민사회단체와 동료들의 반대에도 불구하고 병원 측으로부터 시신을 인도받은 뒤 유족들에 의해 성남화장장에서 가족장으로 화장되어 무연고자 등의 유골과 함께 합사되었다. 이 과정에서 유족측과 노동, 시민단체 관계자들 간의 마찰이 빚어지기도 했다. 그 뒤 민주노총 등은 고인의 유품을 가지고 4월 18일 장례식을 거행하여 경기도 남양주시 소재 모란공원에 가묘를 설치하였다.
한편 허세욱으로부터 입당 권유를 받은 경제학자이자 노무현 정부의 청와대 경제비서관 출신 정태인(鄭泰仁)은 그의 뜻에 따라 민주노동당에 입당했다. 더불어 그의 30년 친구인 유시민 등과도 결별을 선언하기도 했다. 2008년 진보신당 창당 이후 정태인은 진보신당에서 활동중이다.

## 유서
다음은 4월 1일에 공개된 유서 내용이다.

망국적 한미FTA 폐지하자.

굴욕 졸속 반민주적 협상을 중지하라.

나는 이 나라의 민중을 구한다는 생각이다. 국론을 분열시키고 비열한 반통일적인 단체는 각성하고 우월주의적 생각을 버려라.

졸속 밀실적인 협상 내용을 명백히 공개 홍보하기 전에 체결하지 마라. 우리나라 법에 그런 내용이 없다는 것은 곧 술책이다.

의정부 여중생을 우롱하듯 감투쓰고 죽이고 두번 죽이지마라 여중생의 한을 풀자.

토론을 강조하면서 실제로 평택기지이전, 한미FTA 토론한 적 없다. 숭고한 민중을 우롱하지 마라.

실제로 4대 선결조건, 투자자 정부제소건, 비위반제소권 합의해주고 의제도 없는 쌀을 연막전술로 펴서 쇠고기 수입하지 마라. 언론을 오도하고 국민을 우롱하지 마라.

누군가가 시켜서 하는 일은 싫다. 나는 내 자신을 버린 적이 없다. 저 멀리 가서도 묵묵히 꾸준히 민주노총과 같이 일하고 싶습니다.

민주택시 조합원 2007.4.1 허세욱 드림.

15일에는 두 번째 유서가 공개되었다.

한독식구

나를 대변할 사람은 아무도 없읍니다.

나는 절대로 위에 설려고 하지 안았읍니다.

모금은 하지 말아 주세요.

전부 비정규직이니까.

동지들에게 부탁(나를 아는 동지)

내가 죽으면 화장을 해서 전국에 있는 미군기지에 뿌려서 밤새도록 미국놈들 괴롭히게 해주십시요. 효순미선 한을 갚고. 돈 벌금은 내돈으로 부탁.

2007.4.1.

## 가족 관계
- 형 1명

## 상훈 경력
- 2001년 민주노동당 모범당원상
- 2002년 민주택시연맹 모범조합원 표창장
- 2006년 민주택시연맹 모범조합원 표창

## 병원비 지불 논란
2007년 3월 29일 노무현정부의 한미FTA에 반대하여 분신한 이후 민주노총 등은 치료비 모금 운동을 벌여 7000여만원을 모았으나 민주노총은 허세욱이 입원한 한강성심병원에 수술비 등 경제적 부담은 본인들이 책임지겠다는 각서를 작성하여 제출했다.
그러나 민주노총은 병원비를 지불하지 않았고, 4월 3일 한강성심병원측은 민주노총에 지불 책임이 있다고 언론에 발표하였다. 입원치료비 2898만원 중 그의 형이 납부한 500만원을 제외한 2390만원이 미납되었고, 4월 3일 한강성심병원측은 민주노총에 지불 책임이 있다고 언론에 발표하였다.
이날 민주노총 대변인 우문숙은 "당시 허씨 가족이 수술을 시키지 않으려 하는 바람에 인도적 차원에서 묵과할 수 없어 급하게 수술에 필요한 각서를 써줬다"고 주장했고 이어 "각서까지 쓴 실질적인 보호자 민주노총을 허세욱이 사망하던 순간까지 배제시켜 놓고 이제 와서 병원비를 내라는 병원 측의 처사를 이해할 수 없다며 “허씨를 위해 모금한 7000여만원 중 장례비용을 제외한 나머지 6700여만원을 추모사업에 쓰기 위해 모두 허세욱추모사업회에 기증했다고 주장했다. 또한 우 대변인은 "가족과 공모해 시신을 몰래 빼낼 정도라면 병원비도 가족에게서 받아야 하는 것 아니냐. 허씨가 유서에서 민주노총에 장례를 부탁했고 우리가 각서를 써줬는데도 우리를 배제한 채 나중에 병원비만 달라는 것은 이해할 수 없다"라는 주장도 했다.
병원 관계자는 원래 사람이 입원을 하면 가족의 의사가 최우선 고려 대상이라며 정치 관련 단체의 개입을 꺼리는 가족이 민주노총에 정보를 주지 말라고 여러 번 강조해 어쩔 수 없었다고 설명했다. 병원 관계자는 "7000여만원의 모금액 중 치료비를 지불하고 나머지 돈으로 추모사업을 하는 게 맞지 않느냐"며 소송을 해서라도 치료비를 받겠다고 대응하였다.
병원 관계자는 원래 사람이 입원을 하면 가족의 의사가 최우선 고려 대상이라며 정치 관련 단체의 개입을 꺼리는 가족이 민주노총에 정보를 주지 말라고 여러 번 강조해 어쩔 수 없었다고 설명했다. 병원 관계자는 "7000여만원의 모금액 중 치료비를 지불하고 나머지 돈으로 추모사업을 하는 게 맞지 않느냐"며 소송을 해서라도 치료비를 받겠다고 대응하였다.
2007년 7월 한강성심병원이 언론에 발표한 자료에 의하면 4월 1일부터 4월 15일(허세욱 사망)까지 그가 입원한 기간 동안의 입원치료비 2898만원 중 그의 형이 납부한 500만원을 제외한 2390만원이 미납됐다. 한편 민주노총에서 치료비 명목으로 모금한 뒤 7천만원의 성금을 모았으나 고인의 병원비로 지불하지 않은 것에 대해 네티즌들의 성토가 있었다. 이어 2007년 7월부터 9월 이후로도 민주노총 홈페이지 및 조선일보 독자게시판 등에는 민주노총을 성토하는 네티즌들의 댓글들이 이어지기도 했다.
2008년 민주노총은 병원 측과의 의견 조율 후 모금한 치료비를 지급했다.

### 3대 의혹
2007년 7월 허세욱분신대책위(이하 분대위)는 ´병원 측에서 고인의 상태가 악화되고 있음을 대책위에 알리지 않은점´, ´사망 후 10여분만에 다른 병원으로 시신이 옮겨진 점´ 등을 이유로 병원 측에 항의했고, 이후 구성된 ´한미FTA무효 민족민주노동열사 허세욱동지 장례대책위원회´는 "수술을 거부한 가족들을 설득하고, 수술동의서에 서명한 당사자를 배제하고 유족과 병원 측이 고인의 유지를 받들려는 우리를 방해했다"고 성토하면서 "그간의 경과에 대해 명백히 해명하라"고 요구했다.
민주노동당은 2007년 4월 16일 국회 정론관에서 허세욱 사망 관련 3대 의혹을 제기하였다. 분신 환자는 보험 처리가 안되는데도 불구하고 건강심사평가원의 지시에 의해 입원 첫날부터 보험 처리된 점, 4000여 만원이라는 거액의 병원비가 지불되지 않았음에도 불구하고 시신이 가족들에게 넘겨진 점, 시신이 시급히 빠져나가고 환자 상태 악화를 보고하지 않는 등 대책위를 철저히 배제하고 비밀리에 처리한 점을 의혹으로 제기하였다.

## 참조 문헌
- 허세욱과 이병렬, 그리고 이명박 프레시안 2008년 5월 28일자
- "한미FTA 폐기하라" 50대 노동자 분신 민중의소리 2007년4월1일
- 故허세욱씨 ‘굴곡의 인생’…의로운 세상 꿈꾸다 ‘배반당한 삶’ 경향신문 2007년4월16일
- 한미FTA 반대 분신한 허세욱씨, 끝내 숨져 민중의소리 2007년04월15일
- 분신 허세욱씨 병원비 민노총 지불 거부 논란 문화일보 2007-09-03일자
- FTA 반대 분신사망 허세욱씨 병원비 논란… 병원·민노총·유족 서로“네 책임”[깨진 링크(과거 내용 찾기)] 국민일보 2007.09.02일자
- 故 허세욱씨 병원비 놓고 병원·민주노총 서로 떠넘겨[깨진 링크(과거 내용 찾기)] 쿠키뉴스 2007.09.02일자
- 허세욱과 이병렬, 그리고 이명박 프레시안 2008년 5월 28일자
- 故 허세욱 당원 사망 사건 처리에 대한 3대 의혹 관련 민주노동당 브리핑
- 너무나도 닮은 고 이병렬과 고 허세욱 오마이뉴스 2008년 6월 14일자
- 문정인 위원장·정태인 비서관 사표 수리[깨진 링크(과거 내용 찾기)] 중앙일보 2005.05.27일자

## 같이 보기
| - 참여 정부 - 이병렬 - 민주노동당 - 한미 FTA 협상 - 반미주의 - 전국민주노동조합총연맹 - 참여정부 - 전태일 - 오추옥 - 하중근 - 전용철 - 홍덕표 | - 무역 협상 - 한미 관계 - 노무현 - 김종훈 - 민동석 - 오종렬 - 한상렬 - 강정구 |